# 圆耳管鼻蝠
圆耳管鼻蝠（学名：Murina cyclotis）为蝙蝠科管鼻蝠属的动物。在中国大陆，分布于江西、海南等地。该物种的模式产地在印度。

## 亚种
- 圆耳管鼻蝠指名亚种（学名：Murina cyclotis cyclotis），Dobson于1872年命名。在中国大陆，分布于海南等地。该物种的模式产地在印度。[2]